# Anna Bergman
Anna Bergman, född 5 maj 1948 i Örgryte församling, Göteborg, är en svensk skådespelare.
Hon är dotter till Ingmar Bergman och Ellen Bergman, och syster till Eva, Jan och Mats Bergman. Hon är halvsyster till Ingmar jr, Daniel Bergman, Lena Bergman, Maria von Rosen och Linn Ullmann.
Under 1970-talet gjorde Bergman en rad gladporrfilmer, bland annat I skyttens tecken, där hon spelade mot diskusmästaren Ricky Bruch.

## Filmografi, i urval
- 1977 – I skorpionens tecken som Penny
- 1978 – De vilda gässen som Sonnys flickvän
- 1978 – I skyttens tecken som Penny
- 1982 – Fanny och Alexander som Hanna Schwartz, skådespelerska
- 1984 – Åke och hans värld som sovande kvinna
- 1990 – Avalon som Alice as a Young Woman